# Miami bass
Miami bass är en genre inom hiphop med viss electro-prägel då den härstammar från den genren. Stilen skapades under 1980-talet i södra USA.